# Voloiac, Mehedinți
Voloiac este satul de reședință al comunei cu același nume din județul Mehedinți, Oltenia, România.